# Mel Brooks
Mel Brooks, eigenlijk Melvin Kaminsky (Brooklyn (New York), 28 juni 1926) is een Amerikaans acteur, komiek, filmregisseur, scenarioschrijver en theater- en filmproducent. Hij is vooral bekend geworden door komische films als Young Frankenstein, The Producers en Blazing Saddles. Mel Brooks heeft een duidelijk herkenbare filmstijl, die zich laat beschrijven als een mengsel van klucht, parodie, satire en vaudeville.

## Biografie
Mel Brooks werd geboren in een Joods-Duits gezin. Hij diende tijdens de Tweede Wereldoorlog bij het Amerikaanse leger. Na de oorlog werkte hij als stand-upcomedian en later als schrijver voor komedieseries, waarvan Your Show of Shows met Sid Caesar de bekendste is. Samen met Buck Henry creëerde hij ook de spionage-parodie Get Smart, die van 1965 tot 1970 op de Amerikaanse televisie te zien was.
In 1961 creëerde hij samen met Carl Reiner het typetje the 2000 Year Old Man. The 2000 Year Old Man is de oudste man ter wereld, gespeeld door Brooks, die de vragen van interviewer Reiner geïmproviseerd beantwoordt. The 2000 Year Old Man verscheen zowel op televisie als op grammofoonplaten. In 1998 won een album van the 2000 Year Old Man de Grammy voor best gesproken komisch album.
Eind jaren zestig ging hij ook toneelproducties produceren. Zijn ervaringen met producenten op Broadway vormden de basis voor zijn eerste film, The Producers uit 1968, met Zero Mostel en Gene Wilder in de hoofdrollen.
In 1974 kwam zijn westernparodie Blazing Saddles. De film was een groot financieel succes, en Brooks bracht in de jaren daarna meer parodieën uit, waaronder Young Frankenstein (parodie op jaren 30 horror), High Anxiety (Alfred Hitchcock), Space Balls (Star Wars) etc. Brooks werkt meestal met dezelfde acteurs, waaronder Gene Wilder, Madeline Kahn, Dom DeLuise, Harvey Korman en Cloris Leachman. Ook is Brooks zelf geregeld in een hoofdrol in zijn films te zien.
In de jaren tachtig wilde hij ook serieuzere films produceren, maar wetende dat zijn naam verbonden is met satire, richtte hij de productiemaatschappij Brooksfilm op. Films die door Brooksfilm zijn geproduceerd, zijn onder andere The Elephant Man van David Lynch, de Ernst Lubitsch-remake To Be or Not to Be, The Fly van David Cronenberg en 84 Charing Cross Road. In enkele van deze films speelde zijn vrouw Anne Bancroft een hoofdrol.
In 2000 speelde een musicalversie van zijn eerste film The Producers op Broadway, waarvoor Mel Brooks zelf het scenario had herschreven. De musical, met Nathan Lane en Matthew Broderick in de rollen van Mostel en Wilder, was een groot succes en won twaalf Tony Awards.
Mel Brooks is een van de weinigen die zowel een Oscar (voor het scenario van The Producers; 1968), een Emmy Award (drie, alle drie voor beste gastrol in een komedie voor Mad About You; 1997, 1998, 1999), een Tony Award (drie, voor beste musical, beste muziek en beste libretto voor The Producers; 2001) als een Grammy (best gesproken komisch album voor The 2000 Year Old Man In The Year 2000; 1998) heeft gewonnen. Op 23 april 2010 werd daar een ster op de beroemde Hollywood Walk of Fame aan toegevoegd.
Mel Brooks was van 1951 tot 1961 getrouwd met Florence Baum. Ze kregen drie kinderen. In 1961 ontmoette hij Anne Bancroft, en ze trouwden drie jaar later. In 1972 kregen ze een zoon, Maximilian. Ze waren drie keer samen te zien op het witte doek, in Silent Movie uit 1976, To Be or Not to Be uit 1983 en Dracula - Dead and Loving It uit 1995. Ze bleven getrouwd tot haar dood op 6 juni 2005.
In 2015 ontving Mel Brooks uit handen van President Barack Obama de National Medal of Arts.

## Filmografie (selectie)
- The Producers (1968) (regie, scenario)
- The Twelve Chairs (1970) (regie, scenario, acteur)
- Blazing Saddles (1974) (regie, scenario, acteur)
- Young Frankenstein (1974) (regie, scenario)
- Silent Movie (1976) (regie, scenario, acteur)
- High Anxiety (1977) (regie, productie, scenario, acteur)
- The Elephant Man (film) (1980) (productie)
- History of the World, Part I (1981) (regie, productie, scenario, acteur)
- To Be or Not to Be (1983) (productie, acteur)
- Spaceballs (1987) (regie, productie, scenario, acteur)
- Look Who's Talking Too (1990) (stem)
- Life Stinks (1991) (regie, productie, scenario, acteur)
- Robin Hood: Men in Tights (1993) (regie, productie, scenario, acteur)
- The Little Rascals (1994) (acteur) - Mr. Welling
- Dracula: Dead and Loving It (1995) (regie, productie, scenario, acteur)
- Robots (2005) (stem)
- Hotel Transylvania 3 (2018) (stem van Vlad)
- Toy Story 4 (2019) (stem van Melephant Brooks)